# Tiefenökologie
Tiefenökologie (englisch deep ecology) ist eine ökologische Umwelt- und Naturphilosophie, die die ökologische Reformbewegung um Umweltethik, Erkenntnistheorie und Metaphysik erweitert. Leitgedanke ist die Vereinigung von Denken, Gefühl und Handlung mit Spiritualität. Der Mensch soll sich insbesondere seiner Rolle als „Bewahrer“ oder „Zerstörer“ seiner eigenen Welt bzw. Lebensgrundlage bewusst werden. 
Heutige Strömungen der Tiefenökologie machen sich die Erkenntnisse der wissenschaftlichen Ökologie insbesondere in Bezug auf die Klimakrise, das Artensterben und Bevölkerungskontrolle zu eigen und verbinden sie mit Psychologie, Systemtheorie und Gaia-Hypothese.

## Ursprung
Der norwegische Philosoph Arne Næss (1912–2009) führte 1972 den Ausdruck deep ecology in dem Essay „Shallow and the Deep“ im Journal Inquiry in die philosophische Literatur ein. Diese Unterscheidung von „deep“ und „shallow ecology movement“ gilt als Beginn der tiefenökologischen Bewegung. Naess wollte mit dieser Unterscheidung auf die Verschiedenartigkeit der Motive und Ziele hinweisen. Ein ‚shallow ecology movement’ (seichte/oberflächliche Ökologie bzw. ökologische Reformbewegung) richtet sich vor allem auf den Erhalt der Gesundheit des Menschen (insbesondere in den entwickelten Ländern) sowie auf den Kampf gegen die Verschmutzung und Zerstörung der Biosphäre sowie gegen den Raubbau der Ressourcen. Im Vordergrund stehen effiziente Rohstoffnutzung und die Reduktion von Schadstoffen mit technologischen Lösungen. Die tiefenökologische Bewegung ist kein Gegensatz zur ökologischen Reformbewegung, sondern unterstützt diese. In ihrer Suche nach einer neuen Umweltethik, Erkenntnistheorie und Metaphysik reicht sie über das bisherige ökologische Denken hinaus. Sie strebt gleichermaßen einen Wertewandel wie auch einen Wandel der sozialen Organisation/Strukturen an.
Die Idee hatte er bereits kurz zuvor auf dem „Third World Future Research Conference“ in Bukarest vorgestellt. Die Tiefenökologie-Bewegung orientiert sich nach Næss an einer besonderen Art der ökologischen Philosophie (der Ökosophie), die auf ökologische Harmonie und ökologisches Gleichgewicht ausgerichtet sei. Philosophie ist nach dieser Konzeption eine normative Weisheit.
Die Tiefenökologie vertritt eine holistische Position, da sie die Natur als Lebensnetz in ihrer Gesamtheit betrachtet und ihr einen moralischen Eigenwert beimisst. Aus letzterem folgt, dass die Selbstverwirklichung des Menschen in Einklang mit der Selbstverwirklichung des Ganzen steht. Aus dem naturwissenschaftlichen Raum zeigt sich die Tiefenökologie inspiriert von der Allgemeinen Systemtheorie und Gaia-Hypothese, wonach die Erde ein lebendiger, sich selbst regulierender Organismus ist.
Neuere naturwissenschaftliche, biologische und kognitionswissenschaftliche Ansätze mit Bezug zur Tiefenökologie finden sich im 20. Jahrhundert bei Wissenschaftlern wie Gregory Bateson und Humberto R. Maturana. Die Tiefenökologie nimmt starke Bezüge zu Weltanschauungen indigener Völker zu griechischen Philosophen wie Heraklit, zur christlichen Mystik wie z. B. Hildegard von Bingen, Meister Eckart, Franz von Assisi und Teilhard de Chardin.
Weitere namhafte Vertreter der Tiefenökologie sind u. a. Joanna R. Macy, Dolores LaChapelle, John Seed, Bill Plotkin, Jochen Kirchhoff und Geseko von Lüpke.

## Ökopsychologische Ansätze
Eine psychologische Variante der Tiefenökologie hat Theodore Roszak in seinem Buch Ökopsychologie – Der entwurzelte Mensch und der Ruf der Erde (1994) entwickelt. Mit der Forderung nach „biosphärischer Gleichheit“ ist der Gedanke einer Empathie für alles Lebendige verbunden. Die Vorstellung, der Mensch befinde sich lediglich in einer Umwelt, wird zurückgewiesen. Die Tiefenökologie sieht nach Roszak „die Wurzel des ökologischen Übels in unserer unausrottbaren Überzeugung, dass Menschen jenseits der Natur und über der Natur stehen, sei es als Herr oder als Wächter“. Als Teildisziplin der Psychologie und Ökologie, verbunden mit interdisziplinärem Bezug, will die tiefenökologische Psychologie die historisch entstandene Kluft zwischen psychologischer und ökologischer Betrachtungsweise schließen und einen neuen Vernunftbegriff begründen, der im Zusammenhang mit der Gaia-Hypothese den Standpunkt der nichtmenschlichen Natur einnimmt und den Anthropozentrismus überwindet.

## Kritik
Der französische Wissenschaftssoziologe Bruno Latour sieht die Tiefenökologie als „fundamentalistische Ökologie“. Sie sei einer politischen Ökologie, wie sie angesichts der Umweltbedrohungen nötig sei, genau entgegengesetzt, da sie die Möglichkeiten politischen Gestaltens letztlich leugne. Die Realität zeigt jedoch eine politisch durchaus bewusste und aktive Praxis der Tiefenökologie; alle neueren Publikationen geben Hinweise auf Möglichkeiten zum aktiven Engagement und nennen dazu bestehende Organisationen. Umgekehrt lassen Teile der heutigen Protestbewegungen wie Fridays for Future und Extinction Rebellion Einflüsse der Tiefenökologie erkennen, wenn sie z. B. von der „Verteidigung der lebenden Erde“ sprechen oder die Parole „Wir sind Natur, die sich selbst verteidigt“ nutzen.
Der Ökokommunalist Murray Bookchin kritisiert am Konzept der Tiefenökologie deren seiner Meinung nach tief innewohnenden Selbstwiderspruch. Sie geht davon aus, dass der Mensch unter allen Lebewesen eine Sonderstellung einnimmt, eben nicht wie andere Tiere lebt und in Zeiträumen denkt. Für die Tiefenökologie das wichtigste Unterscheidungsmerkmal ist jedoch, dass der Mensch bewusste Entscheidungen trifft. Obwohl er Entscheidungen trifft und aktiv ein höheres Ziel verfolgen soll, darf er nach Auffassung der Tiefenökologie seine Besonderheit nicht berücksichtigen und muss sich auf einer Stufe mit allem Belebtem sehen. Sein Dasein als soziales Wesen solle keine Rolle spielen. Die Fragen der sozialen Verhältnisse im Zusammenleben könnten so nicht gestellt werden und kämen deshalb in der Tiefenökologie nicht vor, kritisiert Bookchin ebenso wie Latour. „Bei all ihrem Interesse an der Manipulation der Natur“ habe die Tiefenökologie „sehr wenig Interesse an der Frage, wie menschliche Wesen einander manipulieren, außer vielleicht, wenn es um die drastischen Maßnahmen geht, die angeblich ‹nötig› sind für die ‚Bevölkerungskontrolle‘.“
Næss’ Betonung der Bevölkerungspolitik ist einer der Hauptkritikpunkte an seinem Konzept. Die Ideen zur Bevölkerungskontrolle legte er u. a. in seinem Acht-Punkte-Konzept der Tiefenökologie dar. Er spricht sich darin für einen „Rückgang“ und eine Reduzierung der Menschheit auf ein „vertretbares Mindestmaß“ aus. Diese Überlegungen spielen in den heutigen Varianten der Tiefenökologie keine Rolle mehr; insofern ist diese Kritik überholt und richtet sich ohnehin eher auf Aspekte des Gesamtwerks von Næss als auf seine Vorschläge zur „deep ecology“. Allerdings muss sich die deutsche Tiefenökologie seit 2018 im Zuge der erstarkenden nationalistischen und rechts-politischen Bewegung vermehrt gegen ideologische Vereinnahmung abgrenzen und definiert sich politisch als integralen Bestandteil grüner, kapitalismus- und globalisierungskritischer Bewegungen.